# Torbeck
Torbeck este o comună din arondismentul Les Cayes, departamentul Sud, Haiti, cu o suprafață de 189,48 km2 și o populație de 69.189 locuitori (2009).